# Puchar Azji w Piłce Nożnej Kobiet 2022
Puchar Azji w Piłce Nożnej Kobiet 2022 – dwudziesty turniej Pucharu Azji w piłce nożnej kobiet. Wydarzenie to po raz drugi rozgrywane było w Indiach. Rozpoczęło się ono 20 stycznia, a zakończyło 6 lutego 2022 roku.
Zwycięzcą rozgrywek została reprezentacja Chin, która pokonała w finale Koreę Południową 3:2.

## Wybór gospodarza
Następujące trzy związki piłkarskieogłosiły swoje zainteresowanie organizacją turnieju przed upływem terminu 31 maja 2019 r.
- Indie
- Chińskie Tajpej
- Uzbekistan

Indie były wcześniej gospodarzem Pucharu Azji kobiet w 1980 roku, pierwotnie zaplanowanych na 1979 rok, a Chińskie Tajpej było gospodarzem edycji 1977 i 2001.
5 czerwca 2020 roku Indie otrzymały prawa gospodarza turnieju.

## Kwalifikacje
W kwalifikacjach brały udział 24 reprezentacje, podzielone na 8 grup. Zwycięzcy grup awansowali do turnieju finałowego. Gospodarz miał zapewniony udział w turnieju.

## Zakwalifikowane drużyny
Zapewniony udział w turnieju miały Indie, jako gospodarz turnieju, oraz trzy najlepsze drużyny z edycji 2018. Kwalifikacje dla pozostałych drużyn zostały rozegrane wrześniu i październiku 2021 roku.
| Reprezentacja    | Sposób kwalifikacji              | Ostatni występ | Najlepszy wynik                                              | Wynik        |
| ---------------- | -------------------------------- | -------------- | ------------------------------------------------------------ | ------------ |
| Indie            | gospodarz                        | 2003           | II miejsce (1979, 1983)                                      | Faza grupowa |
| Japonia          | I miejsce w Pucharze Azji 2018   | 2018           | Mistrzostwo (2014, 2018)                                     | Półfinał     |
| Australia        | II miejsce w Pucharze Azji 2018  | 2018           | Mistrzostwo (2010)                                           | Ćwierćfinał  |
| Chiny            | III miejsce w Pucharze Azji 2018 | 2018           | Mistrzostwo (1986, 1989, 1991, 1993, 1995, 1997, 1999, 2006) | Mistrz       |
| Chińskie Tajpej  | Zwycięzca Grupy A                | 2008           | Mistrzostwo (1977, 1979, 1981)                               | Ćwierćfinał  |
| Wietnam          | Zwycięzca Grupy B                | 2018           | VI miejsce (2014)                                            | Ćwierćfinał  |
| Indonezja        | Zwycięzca Grupy C                | 1989           | IV miejsce (1977, 1986)                                      | Faza grupowa |
| Mjanma           | Zwycięzca Grupy D                | 2014           | Faza Grupowa (2003, 2006, 2010, 2014)                        | Faza grupowa |
| Korea Południowa | Zwycięzca Grupy E                | 2018           | III miejsce (2003)                                           | II miejsce   |
| Filipiny         | Zwycięzca Grupy F                | 2018           | VI miejsce (2018)                                            | Półfinał     |
| Iran             | Zwycięzca Grupy G                | debiutantki    | debiutantki                                                  | Faza grupowa |
| Tajlandia        | Zwycięzca Grupy H                | 2018           | Mistrzostwo (1983)                                           | Ćwierćfinał  |

## Miasta i stadiony
| Mumbaj                | Navi Mumbai       | Pune                                  |
| --------------------- | ----------------- | ------------------------------------- |
| Mumbai Football Arena | DY Patil Stadium  | Shree Shiv Chhatrapati Sports Complex |
| Pojemność: 18 000     | Pojemność: 55 000 | Pojemność: 11 900                     |
|                       |                   |                                       |
| MumbajNavi MumbaiPune |                   |                                       |

## Losowanie
| Koszyk 1                          | Koszyk 2                               | Koszyk 3                               | Koszyk 4                    |
| --------------------------------- | -------------------------------------- | -------------------------------------- | --------------------------- |
| - Indie (H) - Japonia - Australia | - Chiny - Tajlandia - Korea Południowa | - Filipiny - Wietnam - Chińskie Tajpej | - Mjanma - Iran - Indonezja |

## Faza grupowa
Na podstawie:
Legenda
|  | Awans do fazy pucharowej. |
|  | Odpadnięcie z turnieju.   |

Gdy dwie lub więcej drużyn zakończy fazę grupową z taką samą liczbą punktów, o kolejności w tabeli decyduje:
1. bilans bramkowy
2. liczba goli zdobytych w fazie grupowej;
3. punkty zdobyte w meczach pomiędzy danymi drużynami;
4. różnica bramek w meczach pomiędzy danymi drużynami;
5. zdobyte bramki w meczach pomiędzy danymi drużynami;
6. klasyfikacja fair play;
7. losowanie.

### Grupa A
Indie wycofały się z powodu pandemii COVID-19.
| Lp. | Drużyna         | M | Mecze | Mecze | Mecze | Bramki | Bramki | Bramki | Pkt |
| Lp. | Drużyna         | M | W     | R     | P     | +      | −      | +/−    | Pkt |
| --- | --------------- | - | ----- | ----- | ----- | ------ | ------ | ------ | --- |
| 1.  | Chiny           | 2 | 2     | 0     | 0     | 11     | 0      | +11    | 6   |
| 2.  | Chińskie Tajpej | 2 | 1     | 0     | 1     | 5      | 4      | +1     | 3   |
| 3.  | Iran            | 2 | 0     | 0     | 2     | 0      | 12     | −12    | 0   |
| 4.  | Indie           | 0 | 0     | 0     | 0     | 0      | 0      | 0      | 0   |

| 20 stycznia 2022 11:00 CET | Chiny · Wang Shuang 3' (k), 68' · Wang Shanshan 9' · Zhang Xin 54' | 4:0(2:0)Raport | Chińskie Tajpej | Mumbai Football Arena, Mumbaj Widzów: 0 Sędzia: Abirami Apbai Naidu |
|                            |                                                                    |                |                 |                                                                     |

| 20 stycznia 2022 15:00 CET | Indie | AnulowanyRaport | Iran | DY Patil Stadium, Navi Mumbai Widzów: 0 Sędzia: Lara Lee |
|                            |       |                 |      |                                                          |

| 23 stycznia 2022 11:00 CET | Iran | 0:7(0:2)Raport | Chiny · 28', 49' (k) Wang Shuang · 43' Xiao Yuyi · 55', 59' Wang Shanshan · 77', 82' Tang Jiali | Mumbai Football Arena, Mumbaj Widzów: 0 Sędzia: Pansa Chaisanit |
|                            |      |                |                                                                                                 |                                                                 |

| 23 stycznia 2022 15:00 CET | Chińskie Tajpej | AnulowanyRaport | Indie | DY Patil Stadium, Navi Mumbai Sędzia: Oh Hyeon-jeong |
|                            |                 |                 |       |                                                      |

| 26 stycznia 2022 15:00 CET | Indie | AnulowanyRaport | Chiny | Mumbai Football Arena, Mumbaj |
|                            |       |                 |       |                               |

| 26 stycznia 2022 15:00 CET | Chińskie Tajpej · Lai Li-chin 4', 31', 65' (k) · Chen Yen-ping 40' · Wang Hsiang-huei 78' | 5:0(3:0)Raport | Iran | DY Patil Stadium, Navi Mumbai Widzów: 0 Sędzia: Asaka Koizumi |
|                            |                                                                                           |                |      |                                                               |

### Grupa B
| Lp. | Drużyna   | M | Mecze | Mecze | Mecze | Bramki | Bramki | Bramki | Pkt |
| Lp. | Drużyna   | M | W     | R     | P     | +      | −      | +/−    | Pkt |
| --- | --------- | - | ----- | ----- | ----- | ------ | ------ | ------ | --- |
| 1.  | Australia | 3 | 3     | 0     | 0     | 24     | 1      | +23    | 9   |
| 2.  | Filipiny  | 3 | 2     | 0     | 1     | 7      | 4      | +3     | 6   |
| 3.  | Tajlandia | 3 | 1     | 0     | 2     | 5      | 3      | +2     | 3   |
| 4.  | Indonezja | 3 | 0     | 0     | 3     | 0      | 28     | −28    | 0   |

| 21 stycznia 2022 11:00 CET | Australia · Kerr 9', 11', 26' (k), 36', 54' · Foord 14' · Fowler 17' · Raso 24', 88' · Carpenter 34', 49' · van Egmond 40' (k), 57', 69' · Yallop 59' · Simon 67', 71' · Luik 79' | 18:0(9:0)Raport | Indonezja | Mumbai Football Arena, Mumbaj Widzów: 0 Sędzia: Mahsa Ghorbani |
|                            | |                 |           |                                                                |

| 21 stycznia 2022 13:00 CET | Tajlandia | 0:1(0:0)Raport | Filipiny · 81' McDaniel | DY Patil Stadium, Navi Mumbai Widzów: 0 Sędzia: Công Thị Dung |
|                            |           |                |                         |                                                               |

| 24 stycznia 2022 11:00 CET | Filipiny | 0:4(0:0)Raport | Australia · 51' Kerr · 53' (sam.) Randle · 67' van Egmond · 87' Fowler | Mumbai Football Arena, Mumbaj Widzów: 0 Sędzia: Wang Chieh |
|                            |          |                |                                                                        |                                                            |

| 24 stycznia 2022 13:00 CET | Indonezja | 0:4(0:2)Raport | Tajlandia · 27', 36', 71' Chetthabutr · 76' Makris | DY Patil Stadium, Navi Mumbai Widzów: 0 Sędzia: Yoshimi Yamashita |
|                            |           |                |                                                    |                                                                   |

| 27 stycznia 2022 15:00 CET | Filipiny · Guillou 6' · Bolden 27' · Annis 56', 82' · Miclat 74' (k) · Cesar 90+4' | 6:0(2:0)Raport | Indonezja | Shree Shiv Chhatrapati Sports Complex, Pune Widzów: 0 Sędzia: Kim Yu-jeong |
|                            |                                                                                    |                |           |                                                                            |

| 27 stycznia 2022 15:00 CET | Australia · van Egmond 39' · Kerr 80' | 2:1(1:0)Raport | Tajlandia · 90+3' Panyosuk | Mumbai Football Arena, Mumbaj Widzów: 0 Sędzia: Thein Thein Aye |
|                            |                                       |                |                            |                                                                 |

### Grupa C
| Lp. | Drużyna          | M | Mecze | Mecze | Mecze | Bramki | Bramki | Bramki | Pkt |
| Lp. | Drużyna          | M | W     | R     | P     | +      | −      | +/−    | Pkt |
| --- | ---------------- | - | ----- | ----- | ----- | ------ | ------ | ------ | --- |
| 1.  | Japonia          | 3 | 2     | 1     | 0     | 9      | 1      | +8     | 7   |
| 2.  | Korea Południowa | 3 | 2     | 1     | 0     | 6      | 1      | +5     | 7   |
| 3.  | Wietnam          | 3 | 0     | 1     | 2     | 2      | 8      | −6     | 1   |
| 4.  | Mjanma           | 3 | 0     | 1     | 2     | 2      | 9      | −7     | 1   |

| 21 stycznia 2022 09:00 CET | Japonia · Ueki 22' · Hasegawa 47', 90+2' · Naomoto 52' · Narumiya 70' | 5:0(1:0)Raport | Mjanma | Shree Shiv Chhatrapati Sports Complex, Pune Widzów: 0 Sędzia: Veronika Bernatskaya |
|                            |                                                                       |                |        |                                                                                    |

| 21 stycznia 2022 15:00 CET | Korea Południowa · Ji So-yun 4', 81' (k) · Trần Thị 7' (sam.) | 3:0(2:0)Raport | Wietnam | Shree Shiv Chhatrapati Sports Complex, Pune Widzów: 0 Sędzia: Qin Liang |
|                            |                                                               |                |         |                                                                         |

| 24 stycznia 2022 09:00 CET | Mjanma | 0:2(0:0)Raport | Korea Południowa · 50' Lee Geum-min · 83' Ji So-yun | Shree Shiv Chhatrapati Sports Complex, Pune Widzów: 0 Sędzia: Casey Reibelt |
|                            |        |                |                                                     |                                                                             |

| 24 stycznia 2022 15:00 CET | Wietnam | 0:3(0:1)Raport | Japonia · 38', 58' Narumiya · 50' Kumagai | Shree Shiv Chhatrapati Sports Complex, Pune Widzów: 0 Sędzia: Lara Christie Lee |
|                            |         |                |                                           |                                                                                 |

| 27 stycznia 2022 09:00 CET | Japonia · Ueki 1' | 1:1(1:0)Raport | Korea Południowa · 85' Seo Ji-youn | Shree Shiv Chhatrapati Sports Complex, Pune Widzów: 0 Sędzia: Edita Mirabidova |
|                            |                   |                |                                    |                                                                                |

| 27 stycznia 2022 09:00 CET | Wietnam · Nguyễn 45+2' · Huỳnh 64' (k) | 2:2(1:1)Raport | Mjanma · 28' (k) Win · 49' Tun | DY Patil Stadium, Navi Mumbai Widzów: 0 Sędzia: Ranjita Devi Tekcham |
|                            |                                        |                |                                |                                                                      |

### Klasyfikacja III miejsc
| Lp. | Drużyna   | M | Mecze | Mecze | Mecze | Bramki | Bramki | Bramki | Pkt |
| Lp. | Drużyna   | M | W     | R     | P     | +      | −      | +/−    | Pkt |
| --- | --------- | - | ----- | ----- | ----- | ------ | ------ | ------ | --- |
| B.  | Tajlandia | 3 | 1     | 0     | 2     | 1      | 3      | −2     | 3   |
| C.  | Wietnam   | 3 | 0     | 1     | 2     | 0      | 6      | −6     | 1   |
| A.  | Iran      | 2 | 0     | 0     | 2     | 0      | 12     | −12    | 0   |

## Faza pucharowa
W fazie pucharowej uczestniczyło 8 zespołów, które awansowały z fazy grupowej. Ta część rywalizacji składała się z trzech rund, w każdej rundzie odpadała połowa drużyn. Po wyłonieniu czterech najlepszych drużyn turnieju, rozegrane zostały półfinały. Zwycięzcy tych spotkań rozegrali mecz o tytuł mistrzowski. W każdym ze spotkań fazy pucharowej mecz zakończony w regulaminowym czasie remisem musiał być rozstrzygnięty poprzez trzydziestominutową dogrywkę. Jeżeli wynik nadal pozostawał nierozstrzygnięty, następowała seria rzutów karnych.
Drużyny które wygrały w ćwierćfinałach uzyskiwały awans do Mistrzostw Świata 2023, natomiast drużyny, które odpadły w ćwierćfinałach grały play-offy, z których awans na mundial otrzymywała jedna drużyna (Australia odpadła w ćwierćfinale, ale nie brała udziału w play-offach, gdyż była gospodarzem turnieju.
|  |                          |                  |                  |                  |      |                  |                       |          |  |  |       |       |       |
|  | Ćwierćfinał              | Ćwierćfinał      | Ćwierćfinał      |                  |      | Półfinał         | Półfinał              | Półfinał |  |  | Finał | Finał | Finał |
|  | Ćwierćfinał              | Ćwierćfinał      | Ćwierćfinał      |                  |      | Półfinał         | Półfinał              | Półfinał |  |  | Finał | Finał | Finał |
|  | 30 stycznia, Navi Mumbai |                  |                  |                  |      |                  |                       |          |  |  |       |       |       |
|  |                          |                  |                  |                  |      |                  |                       |          |  |  |       |       |       |
|  | Chiny                    | Chiny            | 3                |                  |      |                  |                       |          |  |  |       |       |       |
|  | Chiny                    | Chiny            | 3                | 3 lutego, Pune   |      |                  |                       |          |  |  |       |       |       |
|  | Wietnam                  | Wietnam          | 1                |                  |      |                  |                       |          |  |  |       |       |       |
|  | Wietnam                  | Wietnam          | 1                |                  |      | Chiny            | Chiny                 | 2(4)     |  |  |       |       |       |
|  | 30 stycznia, Navi Mumbai |                  |                  |                  |      | Chiny            | Chiny                 | 2(4)     |  |  |       |       |       |
|  |                          |                  | Japonia          | Japonia          | 2(3) |                  |                       |          |  |  |       |       |       |
|  | Japonia                  | Japonia          | Japonia          | Japonia          | 2(3) | 7                |                       |          |  |  |       |       |       |
|  | Japonia                  | Japonia          |                  |                  |      | 7                | 6 lutego, Navi Mumbai |          |  |  |       |       |       |
|  | Tajlandia                | Tajlandia        | 0                |                  |      |                  |                       |          |  |  |       |       |       |
|  | Tajlandia                | Tajlandia        | 0                |                  |      | Chiny            | Chiny                 | 3        |  |  |       |       |       |
|  | 30 stycznia, Pune        |                  |                  |                  |      | Chiny            | Chiny                 | 3        |  |  |       |       |       |
|  |                          |                  | Korea Południowa | Korea Południowa | 2    |                  |                       |          |  |  |       |       |       |
|  | Australia                | Australia        | Korea Południowa | Korea Południowa | 2    | 0                |                       |          |  |  |       |       |       |
|  | Australia                | Australia        | 3 lutego, Pune   |                  |      | 0                |                       |          |  |  |       |       |       |
|  | Korea Południowa         | Korea Południowa | 1                |                  |      |                  |                       |          |  |  |       |       |       |
|  | Korea Południowa         | Korea Południowa | 1                |                  |      | Korea Południowa | Korea Południowa      | 2        |  |  |       |       |       |
|  | 30 stycznia, Pune        |                  |                  |                  |      | Korea Południowa | Korea Południowa      | 2        |  |  |       |       |       |
|  |                          |                  | Filipiny         | Filipiny         | 0    |                  |                       |          |  |  |       |       |       |
|  | Chińskie Tajpej          | Chińskie Tajpej  | Filipiny         | Filipiny         | 0    | 1(3)             |                       |          |  |  |       |       |       |
|  | Chińskie Tajpej          | Chińskie Tajpej  |                  |                  |      |                  |                       |          |  |  |       |       |       |
|  | Filipiny                 | Filipiny         | 1(4)             |                  |      |                  |                       |          |  |  |       |       |       |
|  | Filipiny                 | Filipiny         | 1(4)             |                  |      |                  |                       |          |  |  |       |       |       |

### Ćwierćfinały
| 30 stycznia 2022 09:00 CET | Australia | 0:1(0:0)Raport | Korea Południowa · 87' Ji So-yun | Shree Shiv Chhatrapati Sports Complex, Pune Widzów: 0 Sędzia: Qin Liang |
|                            |           |                |                                  |                                                                         |

| 30 stycznia 2022 09:00 CET | Japonia · Sugasawa 27', 65', 80', 83' · Miyazawa 45+2' · Sumida 48' · Ueki 75' | 7:0(2:0)Raport | Tajlandia | DY Patil Stadium, Navi Mumbai Widzów: 0 Sędzia: Casey Reibelt |
|                            |                                                                                |                |           |                                                               |

| 30 stycznia 2022 13:00 CET | Chiny · Wang Shuang 25' · Wang Shanshan 52' · Tang Jiali 53' | 3:1(1:1)Raport | Wietnam · 11' Nguyễn | DY Patil Stadium, Navi Mumbai Widzów: 0 Sędzia: Oh Hyun-jung |
|                            |                                                              |                |                      |                                                              |

| 30 stycznia 2022 15:00 CET                                                           | Chińskie Tajpej · Zhuo Li-ping 82' | 1:1 dogr. k. 3:4(0:0, 1:1, 1:1)Raport                 | Filipiny · 49' Quezada | Shree Shiv Chhatrapati Sports Complex, Pune Widzów: 0 Sędzia: Thein Thein Aye |
|                                                                                      |                                    |                                                       |                        |                                                                               |
|                                                                                      |                                    | Rzuty karne                                           |                        |                                                                               |
| Ting Chi · Wang Hsiang-huei · Chen Ying-hui · Hsu Yi-yun · Su Sin-yun · Zhuo Li-ping |                                    | Castañeda · Annis · Miclat · Long · McDaniel · Bolden |                        |                                                                               |

### Półfinały
| 3 lutego 2022 09:00 CET | Korea Południowa · Cho So-hyun 4' · Son Hwa-yeon 34' | 2:0(2:0)Raport | Filipiny | Shree Shiv Chhatrapati Sports Complex, Pune Widzów: 0 Sędzia: Pansa Chaisanit |
|                         |                                                      |                |          |                                                                               |

| 3 lutego 2022 15:00 CET                                      | Chiny · Wu Chengshu 46' · Wang Shanshan 119' | 2:2 dogr. k. 4:3(0:1, 1:1, 1:2)Raport          | Japonia · 26', 103' Ueki | Shree Shiv Chhatrapati Sports Complex, Pune Widzów: 0 Sędzia: Lara Christie Lee |
|                                                              |                                              |                                                |                          |                                                                                 |
|                                                              |                                              | Rzuty karne                                    |                          |                                                                                 |
| Zhang Xin · Zhang Rui · Yang Lina · Gao Chen · Wang Shanshan |                                              | Kumagai · Hasegawa · Shimizu · Nagano · Minami |                          |                                                                                 |

### Finał
| 6 lutego 2022 12:00 CET | Chiny · Tang Jiali 68' · Zhang Linyan 72' · Xiao Yuyi 90+3' | 3:2(0:2)Raport | Korea Południowa · 27' Choe Yu-ri · 45+3' Ji So-yun | DY Patil Stadium, Navi Mumbai Widzów: 0 Sędzia: Casey Reibelt |
|                         |                                                             |                |                                                     |                                                               |

CHINY

 DZIEWIĄTY TYTUŁ

## Nagrody
| Złota Piłka   | Złoty But     | Złota Rękawica | Nagroda Fair Play |
| ------------- | ------------- | -------------- | ----------------- |
| Wang Shanshan | Samantha Kerr | Zhu Yu         | Korea Południowa  |

## Baraże o MŚ 2023
| Lp. | Drużyna         | M | Mecze | Mecze | Mecze | Bramki | Bramki | Bramki | Pkt |
| Lp. | Drużyna         | M | W     | R     | P     | +      | −      | +/−    | Pkt |
| --- | --------------- | - | ----- | ----- | ----- | ------ | ------ | ------ | --- |
| 1.  | Wietnam         | 2 | 2     | 0     | 0     | 4      | 1      | +3     | 6   |
| 2.  | Chińskie Tajpej | 2 | 1     | 0     | 1     | 4      | 2      | +2     | 3   |
| 3.  | Tajlandia       | 2 | 0     | 0     | 2     | 0      | 5      | −5     | 0   |

| 2 lutego 2022 09:00 CET | Tajlandia | 0:2(0:2)Raport | Wietnam · 19' Huỳnh · 24' Thái | DY Patil Stadium, Navi Mumbai Widzów: 0 Sędzia: Edita Mirabidova |
|                         |           |                |                                |                                                                  |

| 4 lutego 2022 09:00 CET | Chińskie Tajpej · Su Yu-hsuan 44', 84' · Chen Ying-hui 90+3' | 3:0(1:0)Raport | Tajlandia | DY Patil Stadium, Navi Mumbai Widzów: 0 Sędzia: Kim Yu-jeong |
|                         |                                                              |                |           |                                                              |

| 6 lutego 2022 08:30 CET | Wietnam · Chương 7' · Nguyễn 56' | 2:1(1:0)Raport | Chińskie Tajpej · 50' Su Yu-hsuan | DY Patil Stadium, Navi Mumbai Widzów: 0 Sędzia: Yoshimi Yamashita |
|                         |                                  |                |                                   |                                                                   |

## Strzelcy

### 7 goli
- Samantha Kerr

### 5 goli
- Emily van Egmond
- Wang Shanshan
- Wang Shuang
- Riko Ueki

### 4 gole
- Tang Jiali
- Yuika Sugasawa
- Ji So-yun

### 3 gole
- Lai Li-chin
- Yui Narumiya
- Kanyanat Chetthabutr

### 2 gole
- Ellie Carpenter
- Mary Fowler
- Hayley Raso
- Kyah Simon
- Xiao Yuyi
- Tahnai Annis
- Yui Hasegawa
- Nguyễn Thị Tuyết Dung

### 1 gol
- Caitlin Foord
- Aivi Luik
- Tameka Yallop
- Wu Chengshu
- Zhang Linyan
- Zhang Xin
- Chen Yen-ping
- Wang Hsiang-huei
- Sarina Bolden
- Malea Cesar
- Katrina Guillou
- Jessica Miclat
- Chandler McDaniel
- Saki Kumagai
- Hinata Miyazawa
- Hikaru Naomoto
- Rin Sumida
- Cho So-hyun
- Lee Geum-min
- Son Hwa-yeon
- Seo Ji-youn
- Khin Marlar Tun
- Win Theingi Tun
- Irravadee Makris
- Nipawan Panyosuk
- Huỳnh Như

### Gole samobójcze
- Dominique Randle (dla Australii)
- Trần Thị Phương Thảo (dla Korei Południowej)

## Klasyfikacja końcowa
| Miejsce                        | Reprezentacja    | Punkty | Bramki +/− | Bramki zdobyte |
| ------------------------------ | ---------------- | ------ | ---------- | -------------- |
| Strefa medalowa                |                  |        |            |                |
| złoto                          | Chiny            | 13     | +14        | 19             |
| srebro                         | Korea Południowa | 13     | +7         | 11             |
| brąz                           | Japonia          | 11     | +15        | 18             |
| 4.                             | Filipiny         | 7      | +1         | 8              |
| Wyeliminowane w ćwierćfinałach |                  |        |            |                |
| 5.                             | Australia        | 9      | +22        | 24             |
| 6.                             | Wietnam          | 7      | -5         | 7              |
| 7.                             | Chińskie Tajpej  | 7      | +3         | 10             |
| 8.                             | Tajlandia        | 3      | -10        | 5              |
| Wyeliminowane w 1/8 finału     |                  |        |            |                |
| 9.                             | Mjanma           | 1      | -7         | 2              |
| 10.                            | Iran             | 0      | -12        | 0              |
| 11.                            | Indonezja        | 0      | -28        | 0              |
| 12.                            | Indie            | 0      | 0          | 0              |

## Drużyny zakwalifikowane do MŚ 2023
W turnieju Mistrzostw Świata 2023 w Australii i Nowej Zelandii wezmą udział:
| Drużyna          | Sposób kwalifikacji    | Data kwalifikacji | Ostatni występ | Najlepszy wynik                |
| ---------------- | ---------------------- | ----------------- | -------------- | ------------------------------ |
| Australia        | Gospodarze             | 25 czerwca 2020   | 2019           | Ćwierćfinał (2007, 2011, 2015) |
| Japonia          | Zwycięzca ćwierćfinału | 30 stycznia 2022  | 2019           | Mistrzynie (2011)              |
| Korea Południowa | Zwycięzca ćwierćfinału | 30 stycznia 2022  | 2019           | 1/8 finału (2015)              |
| Chiny            | Zwycięzca ćwierćfinału | 30 stycznia 2022  | 2019           | II miejsce (1999)              |
| Filipiny         | Zwycięzca ćwierćfinału | 30 stycznia 2022  | debiutantki    | debiutantki                    |
| Wietnam          | Zwycięzca barażu       | 6 lutego 2022     | debiutantki    | debiutantki                    |